# Presjan Komitopul
Presjan Komitopul, również Prusjan lub Fružin (bułg. Пресиян, Presijan) – najstarszy syn cara bułgarskiego Iwana Władysława. Urodzony najprawdopodobniej około 996 lub 997 roku; mógł umrzeć na wygnaniu w 1060/1061 roku.
W źródłach bizantyńskich występuje jako Περσιάμ (Persiam) lub Προυσιανός (Prousianos). Presjan był najstarszym synem cara Iwana Władysława i jego żony Marii. Po śmierci Iwana Władysława pod Draczem w lutym 1018, cesarz bizantyński Bazyli II wkroczył do Bułgarii przyjmując kapitulację możnowładców, w tym carowej wdowy Marii i bułgarskiego patriarchy.

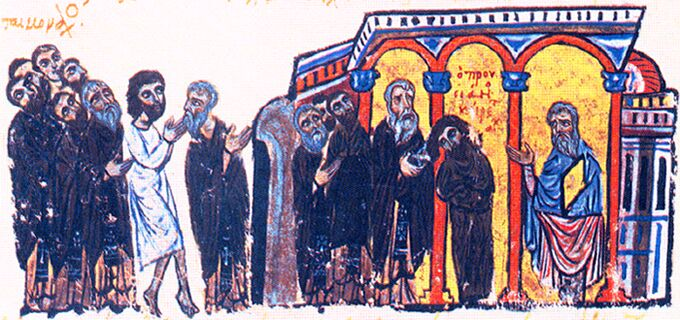
Presjan zostaje mnichem

Mimo że carowa Maria podjęła decyzję o poddaniu stolicy Ochrydy, Presjan nie podporządkował się decyzji matki i wraz z braćmi Ałusijanem i Aaronem zbiegł w góry. Część możnych i wojska zebrała się wokół najstarszego syna cara, by kontynuować walkę. Dowodzone przez Presjana oddziały przez pewien czas utrzymywały się wokół albańskiej góry Tomor. Ostatecznie Presjan i jego bracia zostali zmuszeni do poddania się i odesłani na dwór w Konstantynopolu. Na dworze cesarskim Presjan otrzymał wysoki tytuł magistros, podobnie jak poprzedni władca Bułgarii złożony z tronu przez Bizantyńczyków, Borys II. Na tej podstawie część uczonych przypuszcza, że Presjan w okresie irredenty przeciw Bizancjum przyjął tytuł carski i to on jest ostatnim władcą pierwszego państwa bułgarskiego.
Presjan brał aktywny udział w życiu politycznym cesarstwa. Został strategiem bizantyńskiego temu Bukellarion w Azji Mniejszej. W 1026 roku stoczył pojedynek z Bazylim, synem Romana Sklerosa, uczestnikiem spisku przeciw cesarzowi Konstantynowi VIII. Podejrzewany o udział w tym spisku, został skazany na wygnanie na wyspę Plata. Powróciwszy z wygnania po objęciu władzy przez Romana III Argyrosa w 1029, Presjan po raz kolejny wziął udział w spisku, zawiązanym przez zwolenników, jego żony, cesarzówny Teodory. Przypuszcza się, że mógł dążyć do objęcia tronu cesarskiego jako mąż kandydatki do władzy. Po wykryciu spisku został aresztowany i osadzony w klasztorze Emanuela w Konstantynopolu, a następnie, po przeprowadzeniu śledztwa, oślepiony. Jego matkę, carycę Marię, za udział w tym samym spisku pozbawiono tytułu dworskiego i postrzyżono na mniszkę w klasztorze Mantynejskim. Pod koniec 1030 roku Presjan złożył dobrowolnie śluby zakonne. Jego dalsze losy nie są znane.
Odkryty w 1978 roku Michalovcach we wschodniej Słowacji nagrobek nieznanego księcia Presjana może oznaczać, że zmarł na wygnaniu w ówczesnych Węgrzech około 1060/1061 roku. Odnaleziony napis głosi:
„Tu leży książę Persjan [Presjan], [urodzony] w roku 6505 [996/997], [zmarł] w roku [1060/1061]”.